# Гора (вождівство)
Гора (англ. Mountain) — одне із 4 вождівств Сільського округу Західної області Сьєрра-Леоне. Адміністративний центр — село Реджент.
Населення округу становить 30488 осіб (2015; 9585 в 2008, 9925 в 2004).

## Адміністративний поділ
У адміністративному відношенні вождівство складається з 5 секцій:
| № | Назва    | Оригінальна назва | Площа, км² | Населення, осіб | Адміністративний центр |
| - | -------- | ----------------- | ---------- | --------------- | ---------------------- |
| 1 | Батерст  | Bathurst          | -          | -               | Батерст                |
| 2 | Глостер  | Gloucester        | -          | -               | Глостер                |
| 3 | Лестер   | Leicester         | -          | -               | Лестер                 |
| 4 | Реджент  | Regent            | -          | -               | Реджент                |
| 5 | Шарлотта | Charlotte         | -          | -               | Шарлотта               |